# Kim Khavar Fahlstedt
Kim Julius Mattias Khavar Fahlstedt, född 27 juni 1985, är en svensk filmhistoriker och författare.
Khavar Fahlstedt är biträdande lektor i filmvetenskap på Örebro universitet. År 2024 utkom han med Oland – Sveriges glömda Hollywoodstjärna på Appell förlag om skådespelaren Warner Oland. Oland nominerades samma år till Augustpriset i kategorin fackböcker.